# Basilarchia
Genre
Basilarchia est un possible genre de lépidoptères de la famille des Nymphalidae, utilisé par certains auteurs pour regrouper quatre espèces nord-américaines que beaucoup d'autres auteurs préfèrent intégrer au genre holarctique Limenitis.

## Historique et systématique
Le genre Basilarchia a été décrit par l'entomologiste américain Samuel Hubbard Scudder en 1872, avec pour espèce type Papilio astyanax Fabricius, 1775 (actuellement dénommée Limenitis arthemis astyanax).
Actuellement, le nom Basilarchia est généralement employé pour désigner un groupe de quatre espèces nord-américaines. Cependant, plutôt que d'en faire un genre, la plupart des auteurs actuels préfèrent intégrer ces espèces au genre Limenitis Fabricius, 1807, dont toutes les autres espèces sont paléarctiques, et considèrent alors le nom Basilarchia Scudder, 1872 comme un synonyme junior subjectif de Limenitis Fabricius, 1807.
Des études de phylogénie moléculaire ont montré que les quatre Basilarchia constituent un groupe monophylétique au sein du genre Limenitis, mais que leur éventuelle reconnaissance en tant que genre distinct risquerait de rendre Limenitis paraphylétique,. Des recherches supplémentaires sont jugées nécessaires avant d'éventuellement réviser la taxonomie de ce groupe. 

## Liste des espèces

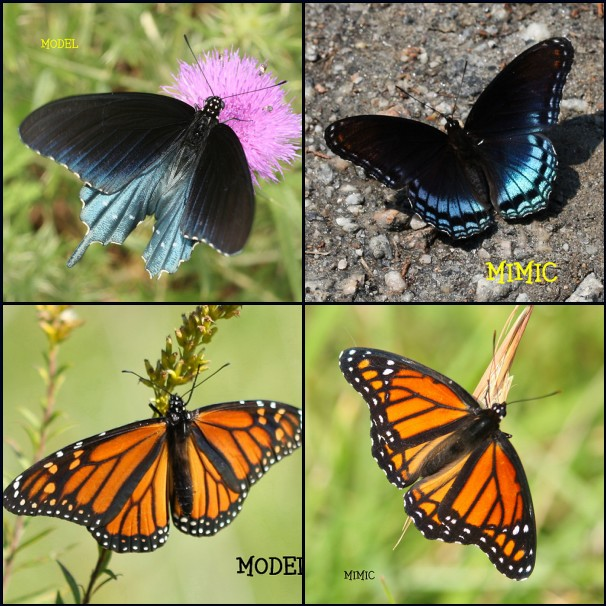
Deux exemples de mimétisme : Battus philenor et Danaus plexippus (colonne de gauche) sont respectivement imités par Limenitis arthemis astyanax et Limenitis archippus (colonne de droite).

Quatre espèces de Basilarchia sont connues (citées ici dans leur genre habituel Limenitis) :
- Limenitis archippus (Cramer, [1775]) — le Vice-roi
- Limenitis arthemis (Drury, [1773]) — l'Amiral
- Limenitis lorquini Boisduval, 1852
- Limenitis weidemeyerii Edwards, 1861

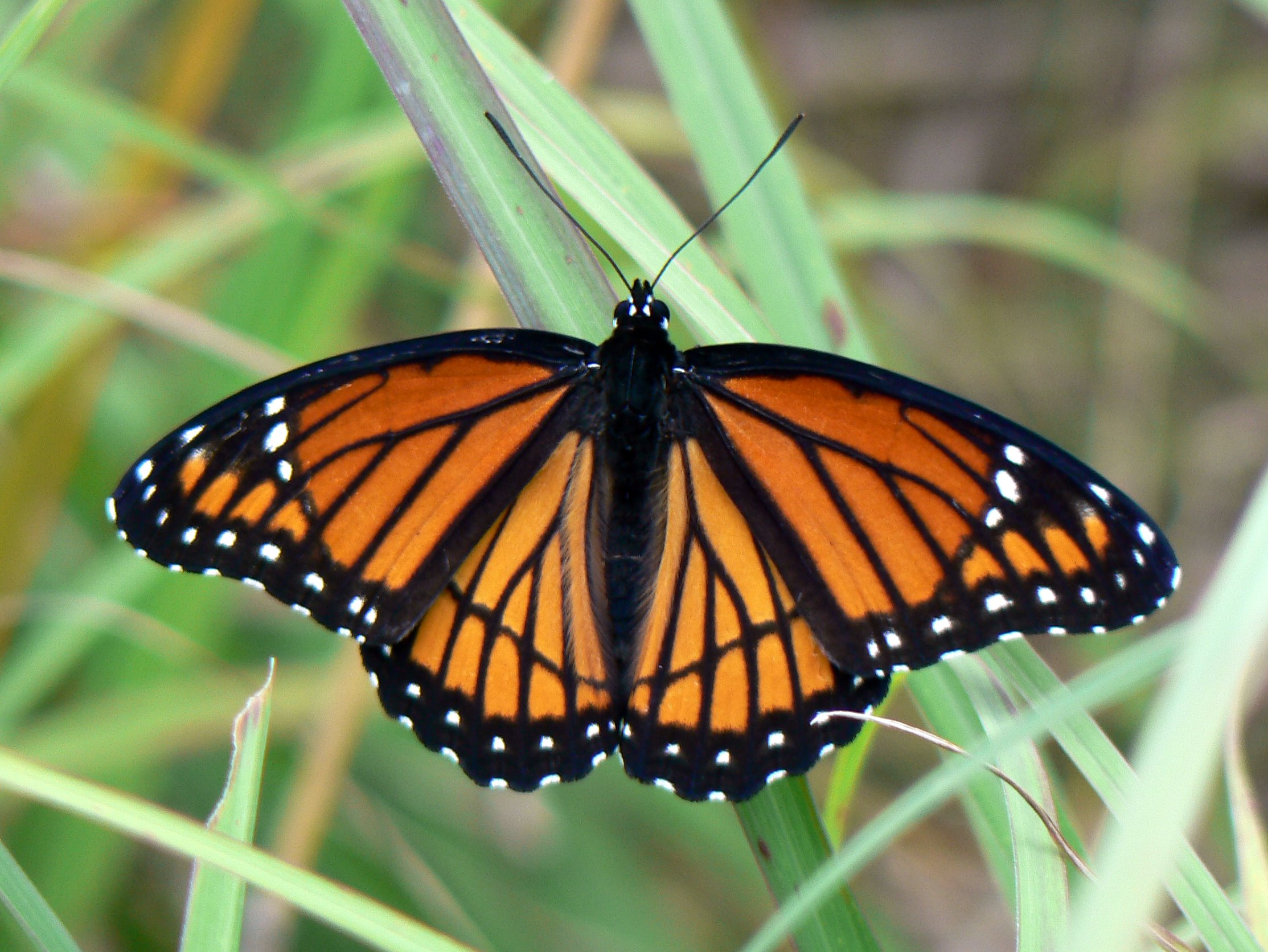
Limenitis archippus
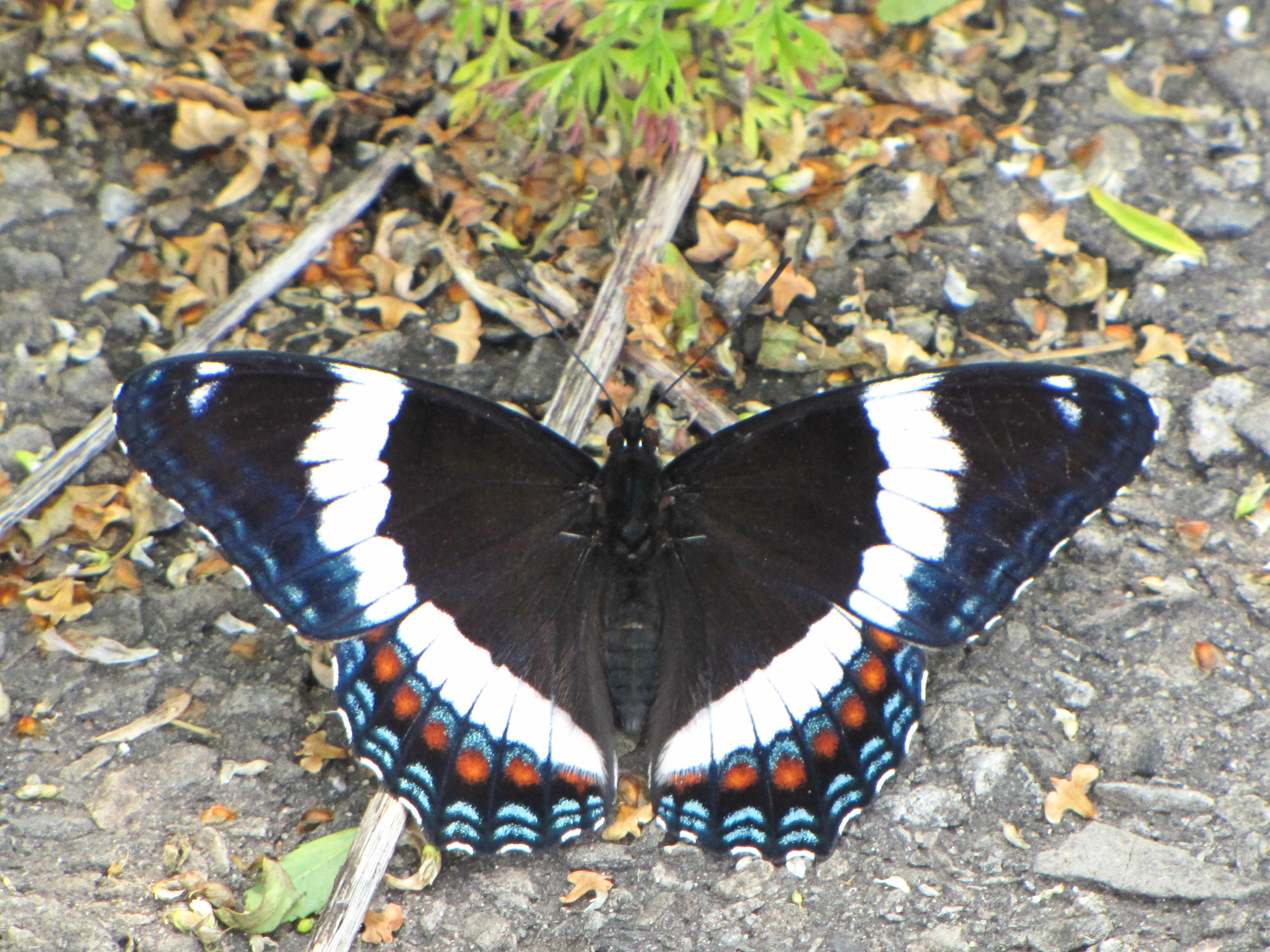
Limenitis arthemis arthemis
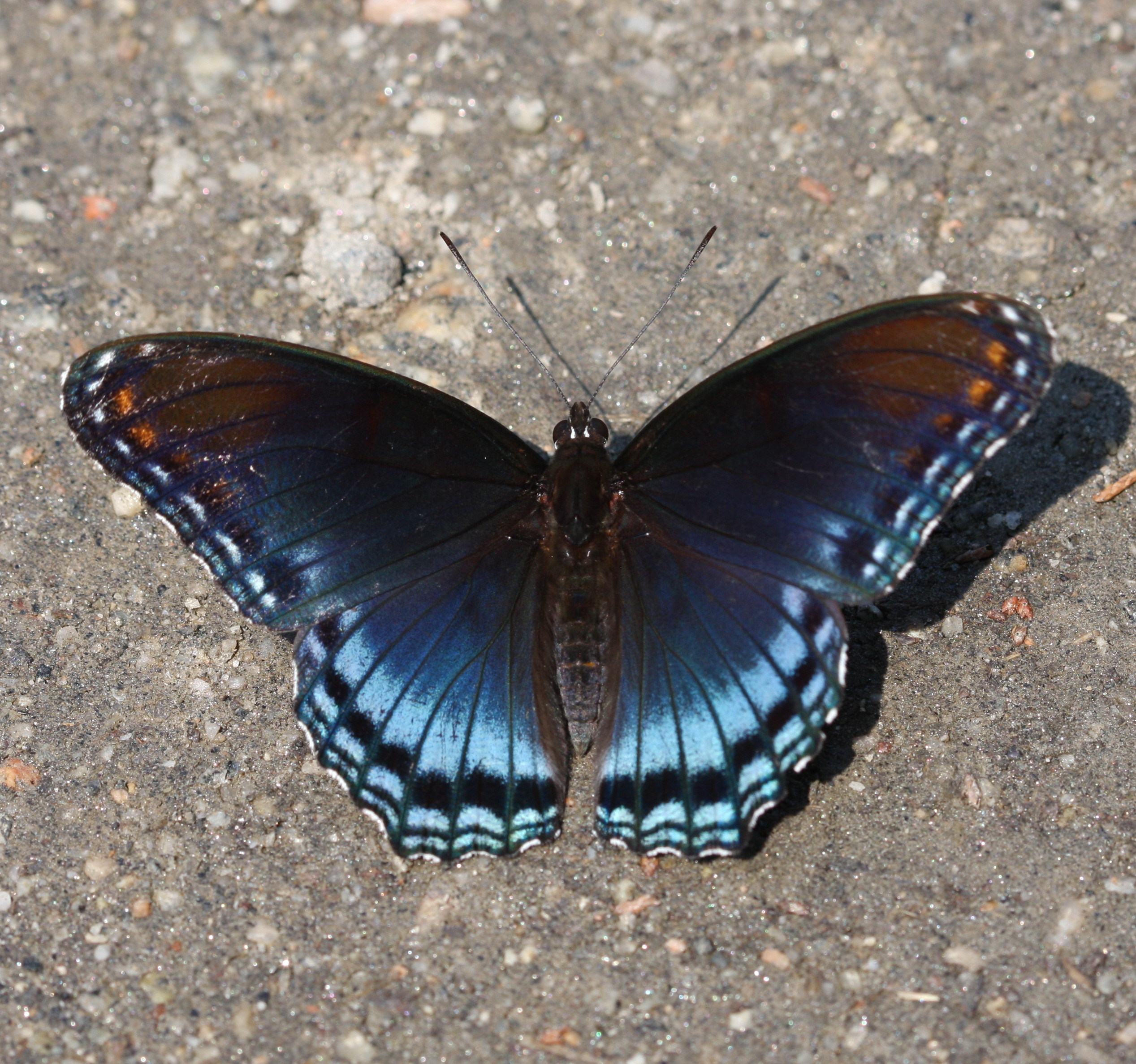
Limenitis arthemis astyanax
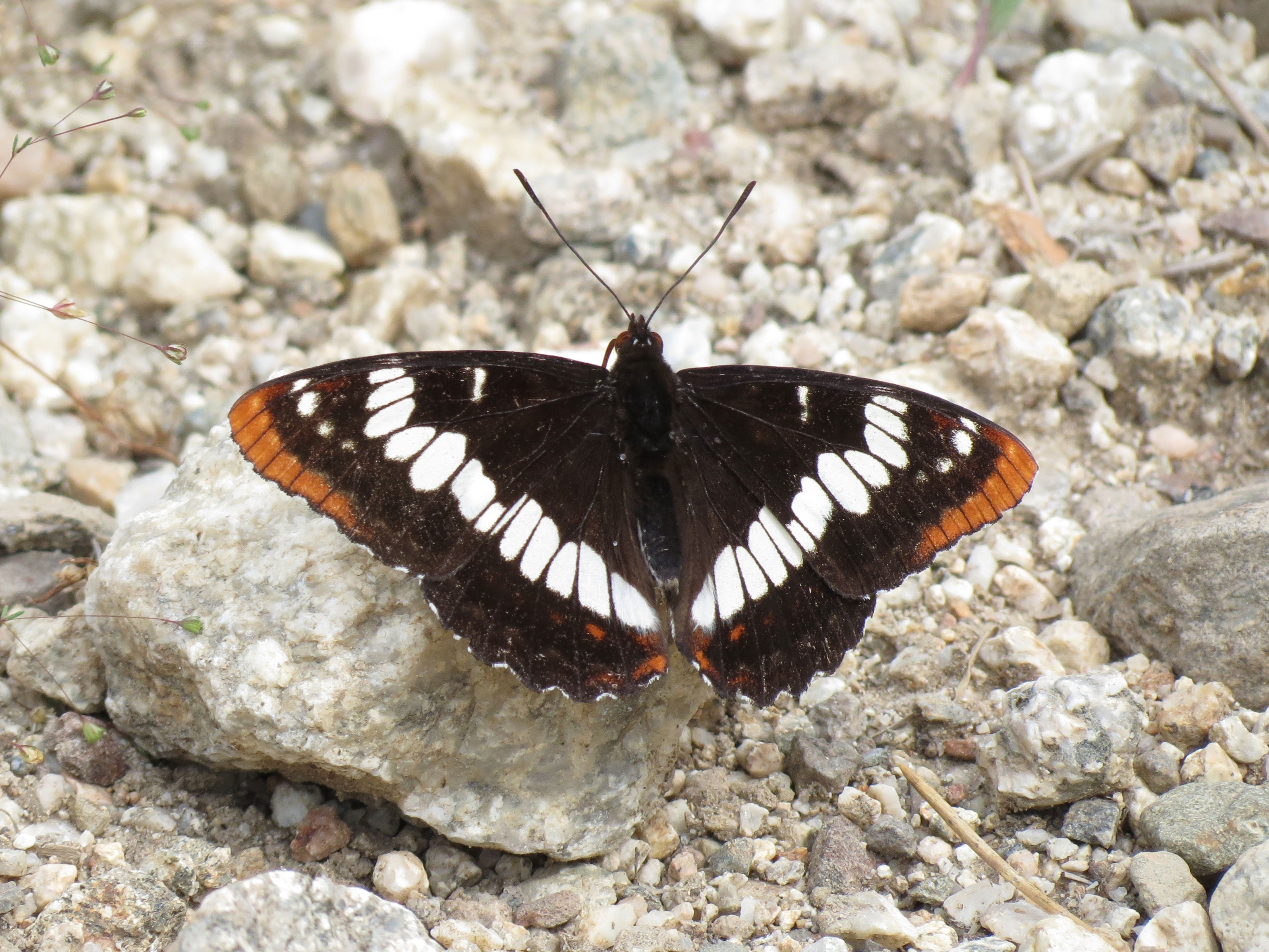
Limenitis lorquini
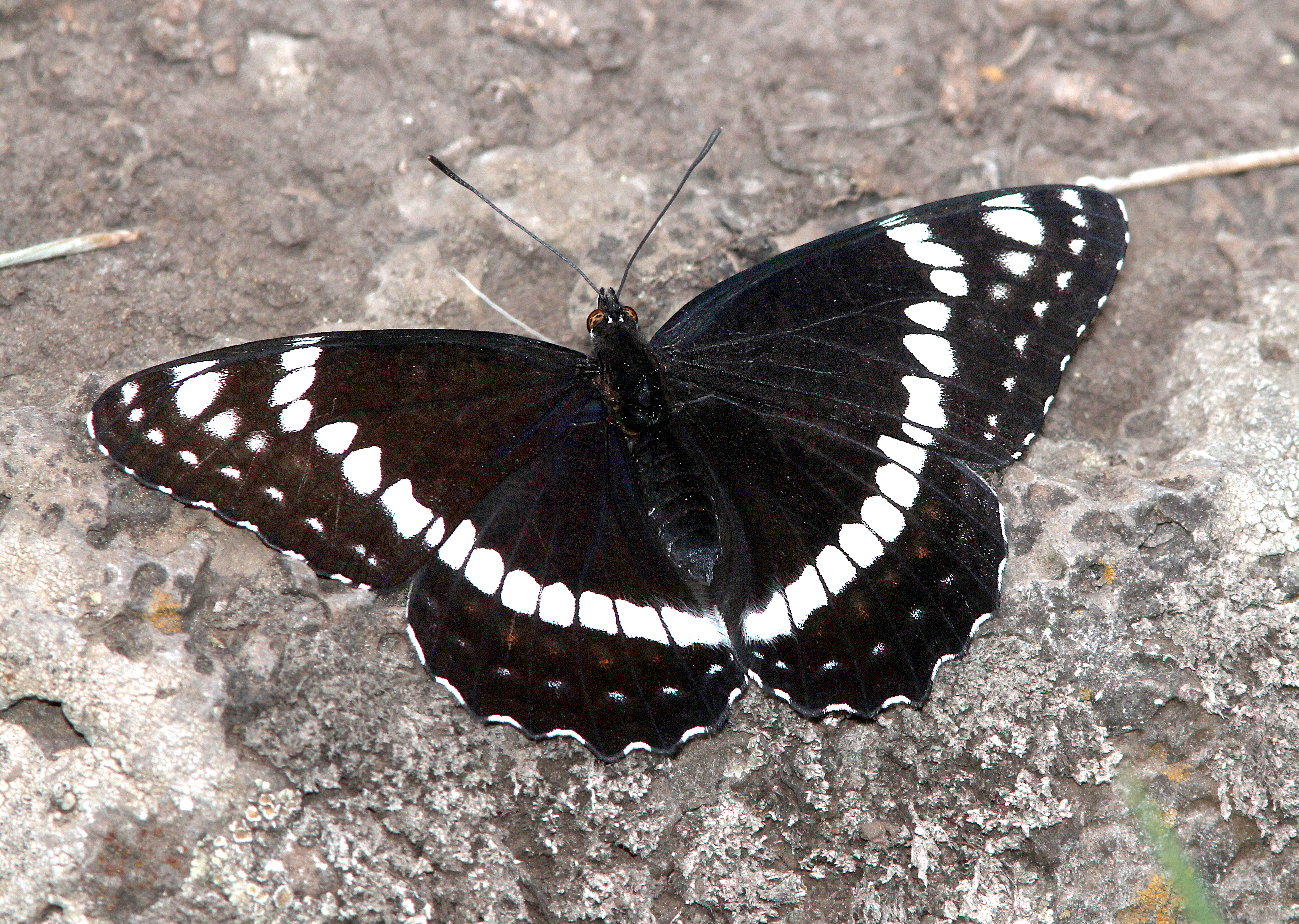
Limenitis weidemeyerii

## Mimétisme
Alors que les imagos des espèces paléarctiques du genre Limenitis ont des apparences relativement homogènes, avec le dessus des ailes brun sombre ou noir orné d'une bande transversale blanche, les Basilarchia sont plus variables, avec plusieurs espèces s'écartant du motif commun. On pense que ces variations sont dues à des stratégies de mimétisme, qui ont catalysé l'évolution rapide des espèces nord-américaines. L'apparence de Limenitis archippus rappelle ainsi celle de plusieurs Danaus dont Danaus plexippus (mimétisme mullérien), certaines sous-espèces de Limenitis arthemis imitent le Papilionidae Battus philenor (mimétisme batésien), tandis que Limenitis lorquini pourrait imiter Adelpha californica,.

## Plantes-hôtes
Les chenilles des Basilarchia se nourrissent principalement de plantes de la famille des Salicaceae (saules, peupliers), contrairement à la plupart des Limenitis paléarctiques qui se nourrissent de Lonicera (chèvrefeuilles). Ce changement de plante-hôte pourrait être une raison de la colonisation de l'Amérique du Nord depuis l'Asie par l'ancêtre commun des Basilarchia. 
Certains Prunus sont aussi cités parmi leurs plantes-hôtes actuelles.